# کلسیم‌سازی زیست‌زاد دریایی

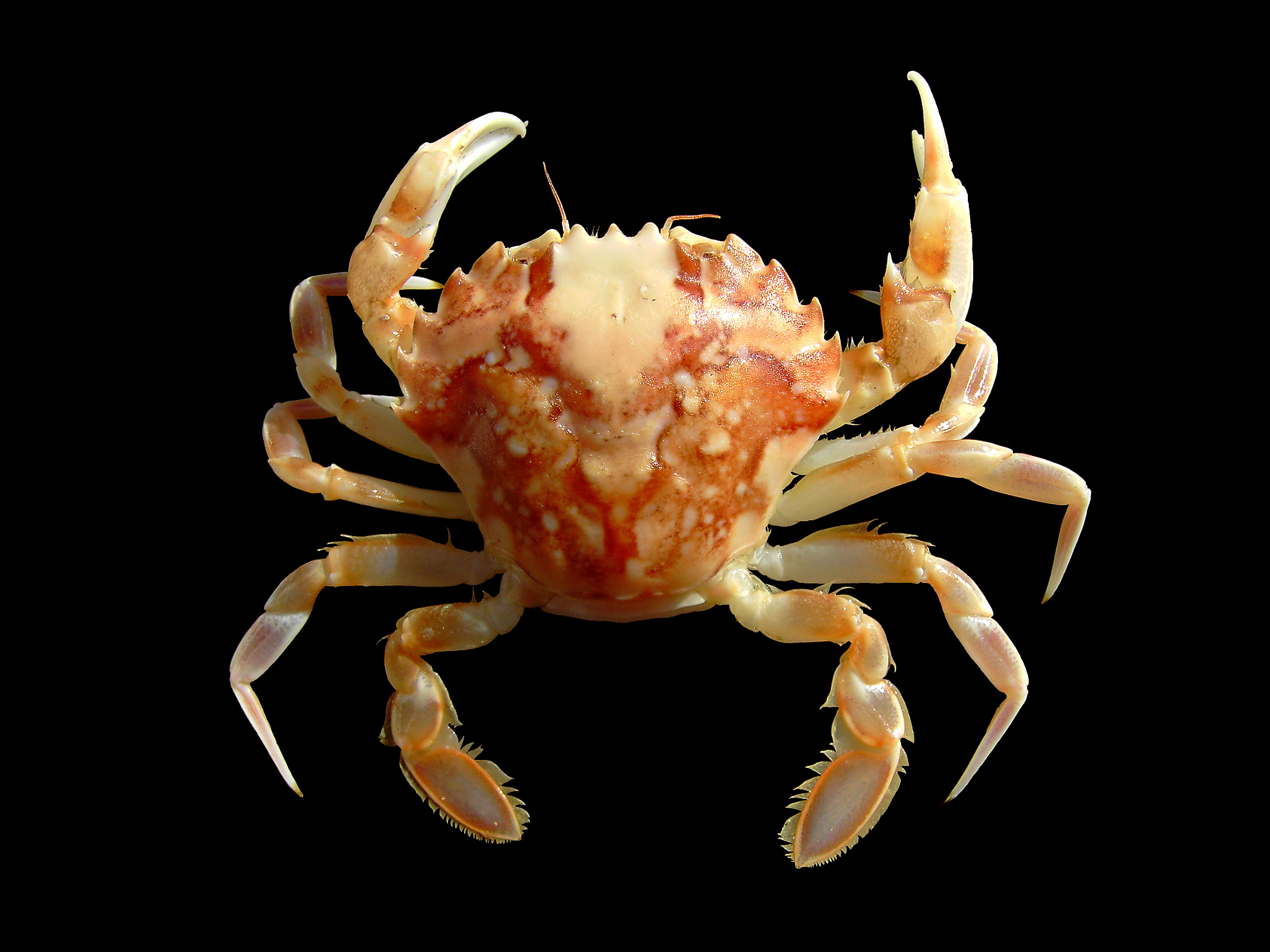
یک خرچنگ شناگر مرمری

کلسیم‌سازی زیست‌زاد دریایی (به انگلیسی: Marine biogenic calcification) فرآیندی است که در آن جانداران دریایی مانند صدف، کربنات کلسیم را تشکیل می‌دهند. آب دریا مملو از ترکیبات محلول، یون‌ها و مواد مغذی است که جانداران زنده می‌توانند از آنها برای انرژی و دربارهٔ کلسیم‌سازی برای ساختن پوسته‌ها و ساختارهای بیرونی استفاده کنند. ارگانیسم‌های کلسیم‌ساز در اقیانوس‌ها شامل نرم‌تنان، روزن‌داران، کوکلیتوفورها، سخت‌پوستان، خارپوستان مانند خارپشت دریایی و مرجان‌ها هستند. پوسته‌ها و اسکلت‌های تولیدشده از کلسیم‌سازی کارکردهای مهمی برای فیزیولوژی و بوم‌شناسی جانداران سازنده آنها دارند.

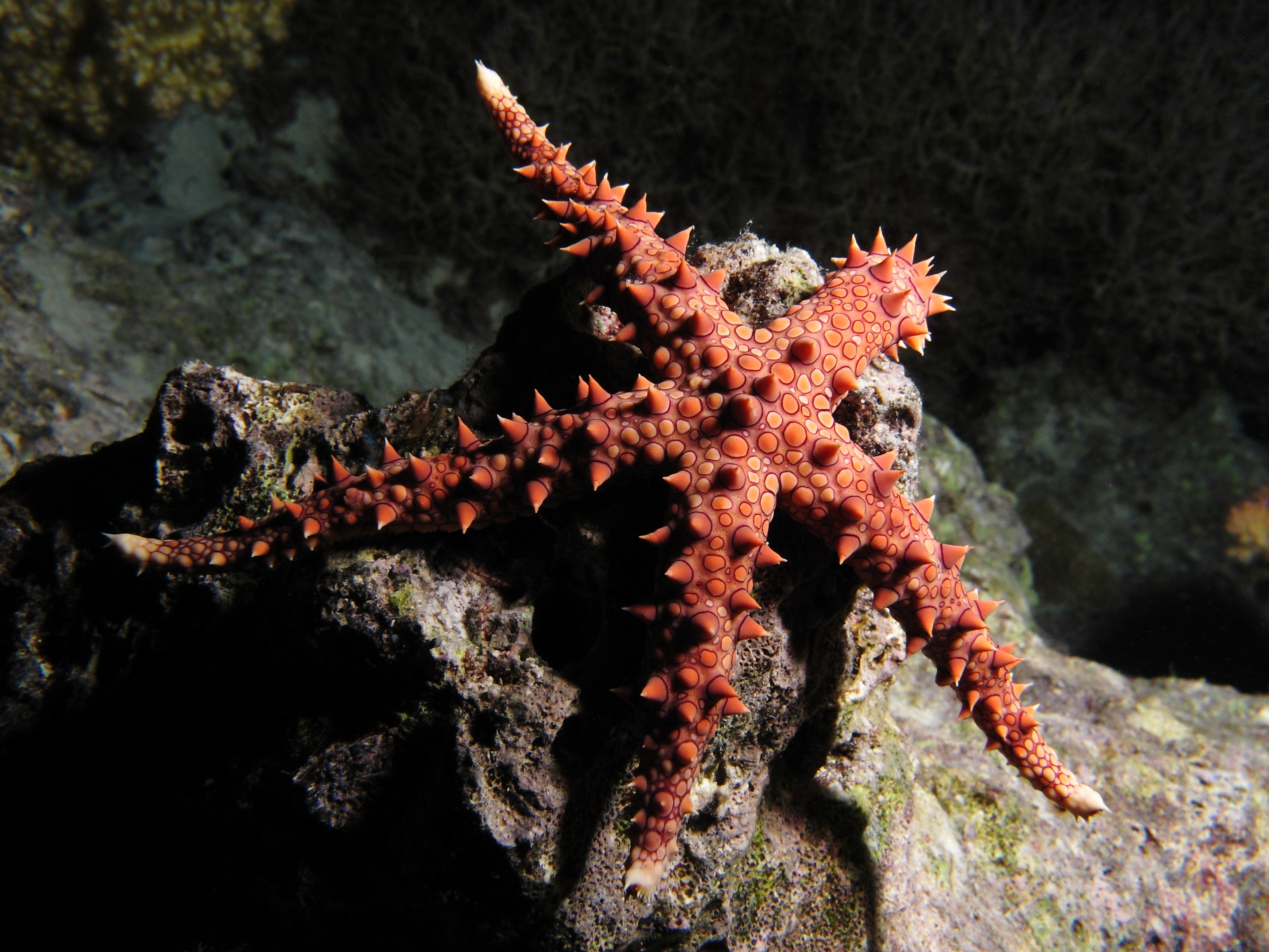
یک ستاره دریایی مصری، نمونه رایج خارپوستان